# おそいひと
『おそいひと』は、2007年12月1日公開の日本映画。脳性麻痺を持つ重度の身体障害者が殺人鬼というショッキングな設定で、実際の主演も兵庫県西宮市在住の重度身障者であり阪神障害者解放センター事務局長の住田雅清を起用し、モノクローム映像とノイズ音楽を使用した作品である。2004年第5回東京フィルメックス・コンペティション出品作。
アメリカのニューヨークにあるトゥー・ブーツ・パイオニア・シアターで2008年7月25日から7月31日まで公開され、ニューヨーク・タイムズでレビューが書かれた。英語タイトルはLATE BLOOMER。

## ストーリー
脳性麻痺を持つ重度の身体障害者の住田雅清は介護のおばさん(有田アリコ)とバンドマンのタケ（堀田直蔵）に介護されながら平穏な日々を過ごしていた。そんなある日、住田のもとに大学の卒業論文のために介護を経験したいという敦子（とりいまり）が現れ、住田と仲良くなる。しかし、敦子が住田に放った、「普通の人に生まれたかった？」という一言で彼の人生が狂い始め、失恋を機に殺人鬼へと変貌していく。

## 登場人物
- 住田雅清 住田雅清
- 敦子 とりいまり
- タケ 堀田直蔵
- 彩 白井純子
- 福永年久 福永年久
- 介護のおばさん 有田アリコ

## エピソード
1999年、柴田剛が障害者が殺人鬼となり、人を襲うという映画を作る企画を実行した。そして、2000年から出演者を集め撮影を開始し、2004年に4年かけて完成した。同年、東京の映画祭でプレミア上映され、海外では14カ国、17の映画祭で上映され、多くの話題を生んだ。しかし、日本では「障がい者に対する偏見や誤解を与える」、「差別を助長する」といった数々の批判の声に追いやられ日本での配給先が決まらなかった。2007年、ようやく日本でも公開されテレビでも話題になり、注目を浴びるようになった。DVDの発売は海外より後に発売され、映画が公開されてから3年たった2010年に発売された。
本作品が公開された4年後、2011年関西で再上映された。2014年12月から2015年まで下北沢トリウッドにておそいひとが公開され、堀川中立売と同時上映された。同年8月29日mograg galleryにて本作品と柴田剛の初期作品NN-891102が上映会が開催された。

## スタッフ
- 監督：柴田剛
- 製作：志摩敏樹
- 原案：仲悟志
- 撮影：高倉雅昭、竹内敦
- 録音：森野順
- 編集：市川恵太、鈴木啓介、熊切和嘉、柴田剛
- 音響効果：宇野隆史
- 音楽：world's end girlfriend、バミューダ★バガボンド